# 寶瀅
寶瀅（Persil），又譯宝莹或寶絲，是德國漢高品牌。

## 历史
1907年6月6日由汉高創建的一個洗衣產品品牌，但在英國、愛爾蘭、法國、拉丁美洲（墨西哥除外）、中國、澳大利亞和新西蘭由聯合利華生產營銷。原名“Persil”源自它最初使用的兩種物質，即过硼酸钠（sodium perborate）和硅酸钠（sodium silicate）。

## 外部連接
- 官方網站（页面存档备份，存于）（英文）